# Тозабог
Тозабог (узб. Tozabogʻ / Тозабоғ) — посёлок городского типа в Турткульском районе Каракалпакстана, Республики Узбекистан.

Статус посёлка городского типа с 2009 года.